# デュエル・オン・ザ・ダウンズ
デュエル・オン・ザ・ダウンズ（英語: Duel on the Downs、ダウンズの決闘、丘陵地帯の決闘）は、フランケル対キャンフォードクリフスの二強対決となった2011年サセックスステークスの通称である。延いてはその他の年のサセックスステークスなどに対しても用いられる。「デュエル・オブ・ザ・ダウンズ」（Duel of the Downs）という表記もある。

## 2011年サセックスステークス

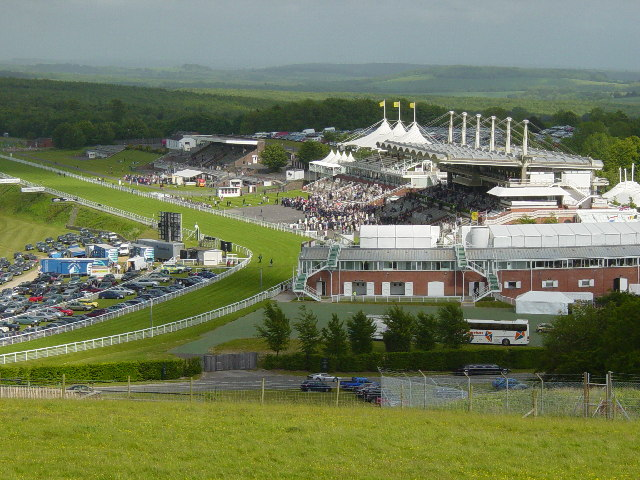
グッドウッド競馬場（2005年）

2011年サセックスステークスは、同年7月27日、グッドウッド競馬場のグロリアスグッドウッド開催で施行された距離1マイル、3歳以上のG1競走である。同競走では、ヘンリー・セシル厩舎でトム・クウィリーを主戦騎手とする7戦7勝の3歳馬フランケル、リチャード・ハノン厩舎でリチャード・ヒューズを主戦騎手とするG1競走5連勝中の4歳馬キャンフォードクリフスが対決することになった。奥野庸介によれば、それは「事実上のチャンピオンマイラー決定戦」であった。グッドウッド競馬場はサウスダウンズに所在し、競馬変革プロジェクトなど競馬サークルはこの世代間の二強対決を「丘陵地帯の決闘（デュエル・オン・ザ・ダウンズ）」と称して宣伝した。

これまでの経緯を見ると、2011年のヨーロッパ競馬は無敗の連勝を続けるフランケルを中心に推移していた。ただし、サセックスステークスを控えた時点では、キャンフォードクリフスがロイヤルアスコット開催のクイーンアンステークスでゴルディコヴァを破っていたのに対して、フランケルは同日のセントジェームズパレスステークスにおける競馬振りが芳しくなく、同馬にはある程度の「疑問点」も生じていた。そこで「フランケルの連勝を止めるかもしれない」と言われたのがキャンフォードクリフスであった。

フランケルとキャンフォードクリフスの対決が実現したのは、ロイヤルアスコット開催の後に両馬の陣営がともにサセックスステークスへの参戦を決定したことによるものである。セシルの伝記作者で競馬ジャーナリストのトニー・ラシュマーによれば、セシルはフランケルの対古馬初戦はマイル競走のサセックスステークスにすべきであり、10ハロン路線のインターナショナルステークスは翌2012年の目標になると考えていた。またヒューズによれば、キャンフォードクリフスの馬主であるクールモアスタッドやロビン・ヘッファーが、ハノンに対して数週間後のジャック・ル・マロワ賞を「より賢明な目標」として挙げることもなかったという。ロイヤルアスコット開催直後はブックメーカーの間でも両馬への評価が分かれていたが、人気は開催が近づくにつれてフランケルを本命馬とするものに傾いた。同競走はサルストが3頭立てで優勝した1972年以来の少頭数である4頭立てでの施行となり、最終オッズでは、フランケルが8対13（約1.62倍）、キャンフォードクリフスが7対4（2.75倍）という支持を受け、残るリオデラプラタ、ラジサマンの2頭にはともに22対1（23倍）が付いた。馬齢重量制に基づき、3歳馬のフランケルは古馬より8ポンド軽い負担重量で出走した。この日のグッドウッド競馬場には2010年の1万6748人を上回る1万9674人の観客が集まった。
競走では、逃げを打って終始先頭に立ったフランケルが、2番手追走のキャンフォードクリフスに対して最後は5馬身差を開いて優勝した。後方から進んだリオデラプラタはフランケルから7馬身1/2差の3着、同じくラジサマンは優勝馬から10馬身差の4着であった。メディアに宣伝された二強対決だが、その点でこの一方的な圧勝劇は二頭の接戦という「期待」に応える結果ではなかった。この優勝着差はセシルが戦前に予想していた通りのもので、競走後、彼は「5馬身差」と書いた紙を封筒から披露する余興も考えたが思いとどまったと明かしている。このサセックスステークスの後、フランケルはさらに6戦競走したがこの時より大きい単勝オッズを負うことは無く、最終的に2012年チャンピオンステークスをもって通算14戦14勝を達成した。他方、競走終盤に大きく寄れる競馬を見せて2着に敗れたキャンフォードクリフスは、2010年グリーナムステークスでも同様に寄れたことがあったが、今回は競走中に故障を発生していたことが1週間後に判明し、最終的にこれが引退戦となった。鞍上のヒューズは、後の自伝でこの時のキャンフォードクリフスが本調子ではなかったことを強調する。しかし、レーシングポスト紙のグラハム・デンチが指摘し、またヒューズも自身を少数派と認めるように、例えキャンフォードクリフスが最高の状態にあったとしてもこの日のフランケルを負かすのは難しかっただろうとする意見が「多数派」であった。

## その他の用例
レーシングポスト紙のスコット・バートンは、競馬における「デュエル・オン・ザ・ダウンズ」という呼称について、ビル・シューメーカー騎手対ジュリー・クローン騎手のマッチレースがその先例であると指摘している。これは「ダウンズの対決」と銘打たれ、1988年10月2日アメリカ・ミネソタ州カンタベリーダウンズ競馬場で施行された芝1マイル競走で、世界歴代最多勝記録を持つシューメーカー騎手と女性北米最多勝のクローン騎手が対決するというものであった。競走には、実力が拮抗するとされた2頭、ダコタスルーとドントフールウイズミーが用意され、抽選によりシューメーカーにはダコタスルー、クローンにはドントフールウイズミーが割り当てられた。当日の競馬場には9487人の観衆が集まり、競走は発馬から決着までほとんど馬体を接する激戦となった末にクローンのドントフールウイズミーがアタマ差で勝利した。この結果、配当は単勝1.7倍、連単1.6倍を記録した。
一方、2011年サセックスステークスで造語された「デュエル・オン・ザ・ダウンズ」は、2013年のドーンアプローチ対トロナド、2014年のキングマン対トロナドなど、その後も同じサセックスステークスにおける二強対決に際して使用されている。ただしこのような宣伝は、出走馬の層が薄く、その二強以外に有力馬が存在しない故のものであるという批判もある。また、レーシングTVなどの競馬評論家ジョン・オコンネルは、1984年サセックスステークスにおけるチーフシンガー対ルションを「最初のデュエル・オン・ザ・ダウンズ」と称している。